# (73018) 2002 EN66
(73018) 2002 EN66 – planetoida z pasa głównego asteroid okrążająca Słońce w ciągu 3,58 lat w średniej odległości 2,34 j.a. Odkryta 13 marca 2002 roku.